# Megachoriolaus bicolor
Megachoriolaus bicolor là một loài bọ cánh cứng trong họ Cerambycidae.